# Felice Schragenheim

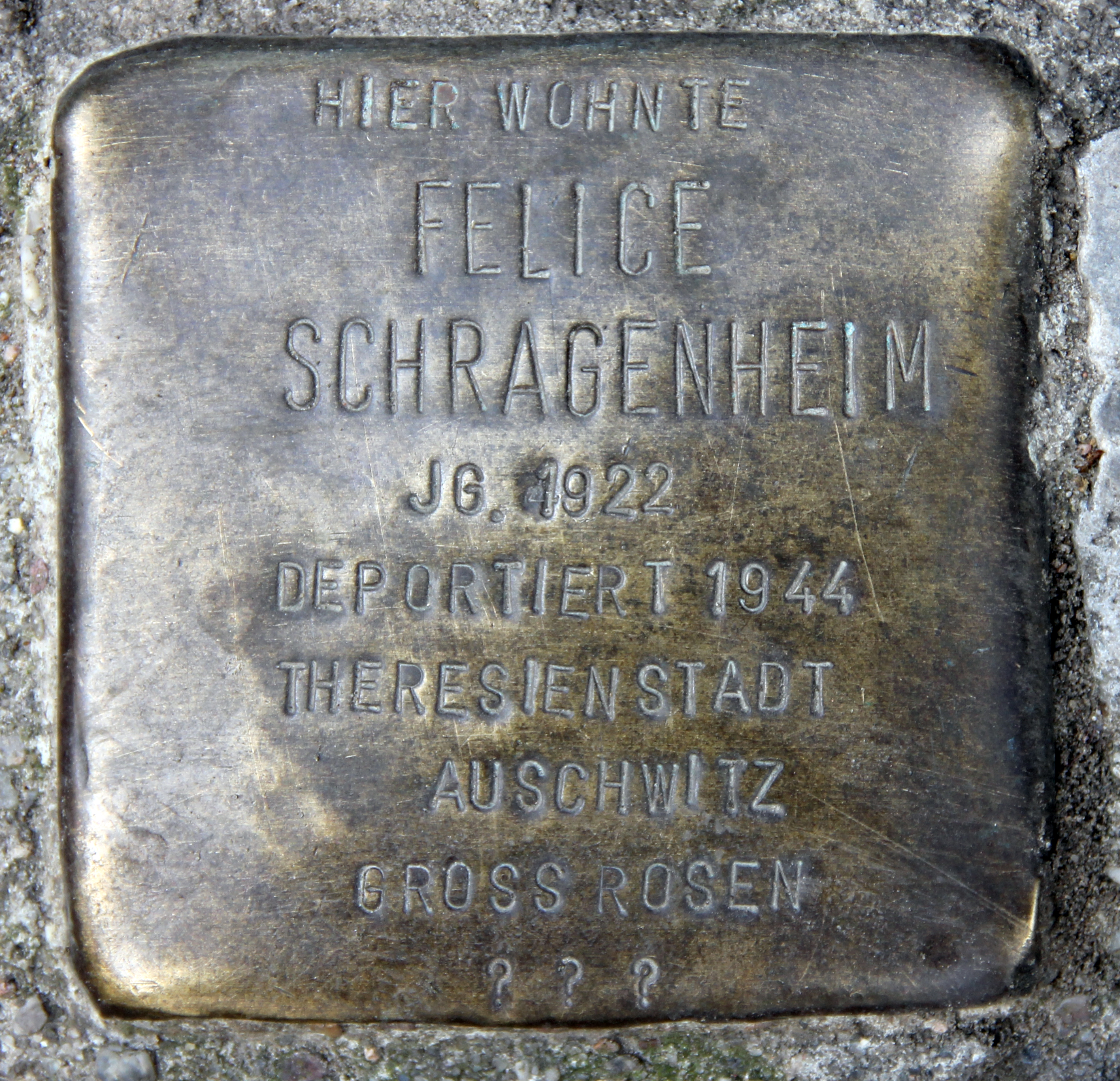
Stolperstein vor dem Haus, Friedrichshaller Straße 23, in Berlin-Schmargendorf

Felice Rachel Schragenheim (* 9. März 1922 in Berlin; † vermutlich Anfang 1945 auf dem Transport nach Bergen-Belsen) war eine deutsche Journalistin, die als Jüdin dem nationalsozialistischen Völkermord zum Opfer fiel. Postum erlangte sie Bekanntheit als eine der beiden Hauptfiguren des Buches Aimée und Jaguar von Erica Fischer und des gleichnamigen Films.

## Leben

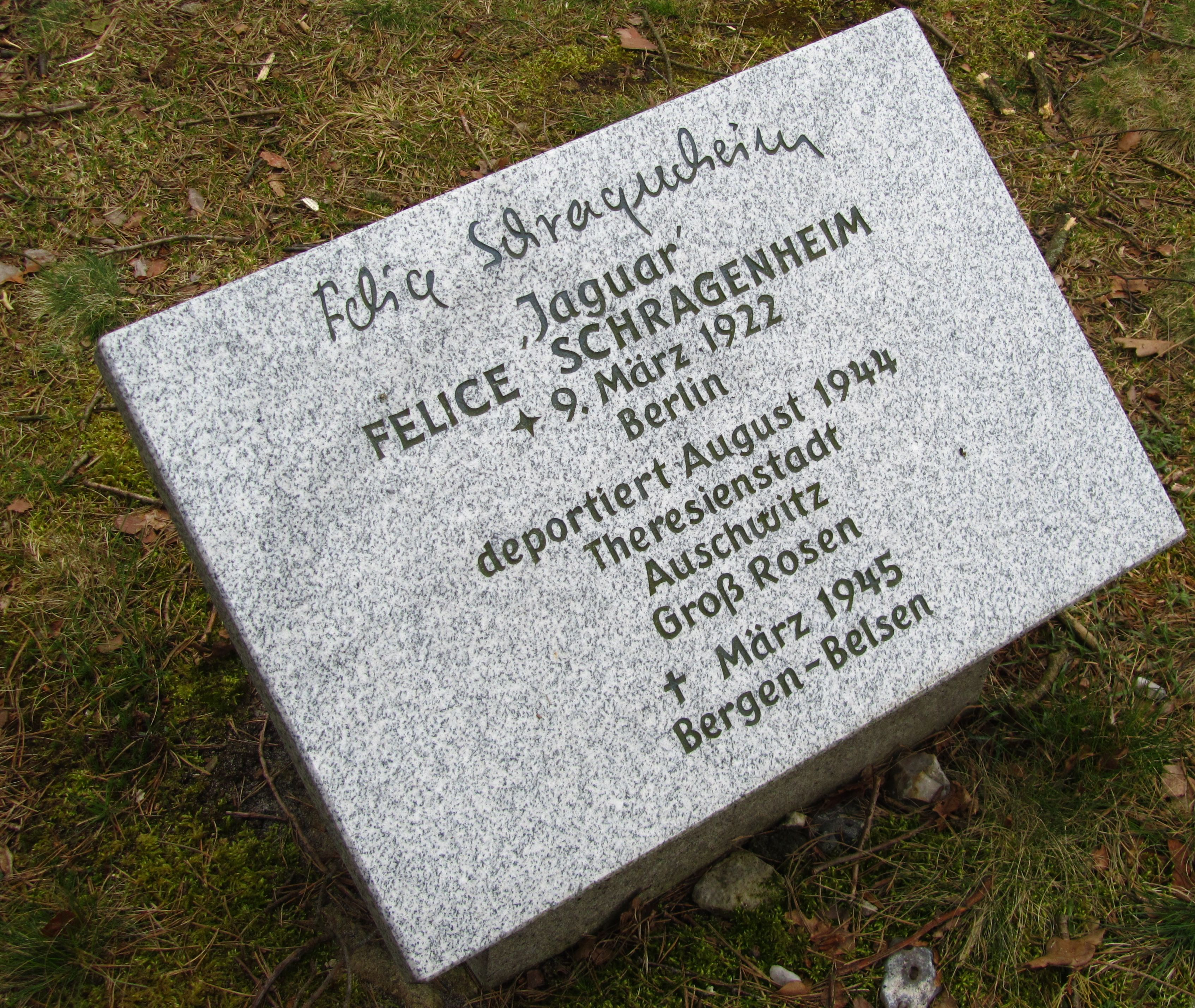
Gedenkstein für Schragenheim auf dem Gelände der KZ-Gedenkstätte Bergen-Belsen

Felice Schragenheim war Jüdin und arbeitete, neben ihrem Beruf als Journalistin, im Widerstand. Verbürgt ist ihr Talent zu dichten, Gedichte „im Stil von Mascha Kaléko“, wie sich Helga Brinitzer erinnerte. Im Sommer 1942 lernte sie Lilly Wust kennen und lieben. Felice nannte Lilly Aimée und Lilly nannte Felice Jaguar. Nach vier Monaten zog Felice bei der Freundin ein.
Am 21. August 1944 wurde Felice Schragenheim von der Gestapo abgeholt und ins Konzentrationslager verschleppt. Laut Yad-Vashem-Datenbank wurde sie mit dem Transport I/116 am 5. September 1944 von Berlin nach Theresienstadt deportiert. Am 9. Oktober 1944 folgte dann mit dem Transport Ep die Deportation von Theresienstadt ins Vernichtungslager Auschwitz-Birkenau.
Ihr Todestag und -ort sind unbekannt, womöglich kam sie auf einem Todesmarsch aus dem KZ Groß-Rosen ums Leben, möglicherweise im KZ Bergen-Belsen. Am 14. Februar 1948 wurde Felice Schragenheim vom Amtsgericht Berlin-Charlottenburg für tot erklärt, der Form halber wurde der 31. Dezember 1944 als Todestag festgelegt.

## Buch und FilmAimée und Jaguar
Die Lebensgeschichte der beiden Frauen schildert das 1994 erschienene Buch Aimée und Jaguar von Erica Fischer, das die Grundlage für den 1998 erschienenen Film Aimée & Jaguar bildete. Das Buch stützt sich auf Erinnerungen und Tagebuchauszüge von Lilly Wust sowie auf Berichte von Zeitzeugen und enthält wechselseitige Briefe und Gedichte des Paares. Im Gegensatz zum Film wird keine dramaturgische und teilweise fiktive Handlung kreiert. Im Nachwort der Autorin werden einige Aspekte kritisch beleuchtet. Einige Zeitzeugen übten Kritik an Buch und Film. So sei die angebliche Liebesbeziehung von Felice Schragenheim zu Lilly Wust in Wahrheit durch Abhängigkeit geprägt gewesen. Elenai Predski-Kramer, eine Zeitzeugin, die mit Felice Schragenheim befreundet war, äußerte den Verdacht, Lilly Wust selbst könnte Felice Schragenheim an die Gestapo verraten haben, wofür allerdings die Belege nicht eindeutig sind. Gemäß Zeitzeugin wurde sie von der Gestapo mittels Fotoabzuges erkannt. Elenai Predski-Kramer sagte aus, dass es ihrem Wissen nach nur drei Abzüge dieses Bildes gab, eines besaß Felice selbst, ein zweites war im Besitz von befreundeten Juden, die ebenfalls untergetaucht waren und das dritte war im Besitz von Lilly Wust. Diese Information alleine reicht zwar nicht für eine Beschuldigung, erzeugt aber einen bitteren Nachgeschmack auf die ganze Kommerzialisierung der Geschichte und das Einfordern des Erbes seitens Wust.

## Zitat
„Der abgeschossene Pfeil...
Der abgeschossene Pfeil kehrt nie zurück.

Das ist kein Gott, der seine Spitze wendet –

und was man kühn für ein ‚Vielleicht‘ verschwendet,

ist oft das Glück...
Es ist zu viel, zu viel, was du verlangst!

Und feige wie ein schlechter Komödiant,

so klammre ich mich fest an deine Hand

und habe Angst...
Ein Blender und ein Vagabund bin ich –

werd ich mich halten ohne Selbstbetrug,

und bin ich dann, für andre gut genug,

es auch für dich?
Und doch: Du hast mit Recht so viel verlangt,

im Leben hat wohl alles Ziel und Sinn. –

Wenn ich einmal ein Mensch geworden bin,

sei du gelobt, geliebt, bedankt!“

## Sonstiges
Maria Schrader, die Felice Schragenheim in Aimée & Jaguar verkörperte, widmete ihr 2007 ihr Regiedebüt Liebesleben („For Felice“). Hierbei darf allerdings angenommen werden, dass diese Widmung Schraders Tochter gilt, die sie kurz nach Ende der Dreharbeiten geboren und nach ihrer Rolle benannt hat.
Oskar Ansull gestaltete Felices Bücher – Die Bücher der Felice Schragenheim, 1922–1945 als Vorstellung und Lesung aus den Büchern, die Felice Schragenheim bei ihrer geplanten Ausreise mitzunehmen gedachte. Hierbei wird der gedankliche und kulturelle Hintergrund der jungen Frau im Berlin der 30er und 40er Jahre deutlich. Diese Produktion wurde deutschlandweit über einhundert Mal gezeigt. Der fiktive Bücherkoffer wurde von Oskar Ansull 2017 an die Gedenkstätte Bergen-Belsen zur Erinnerung an die dort 1945 wahrscheinlich umgekommene Felice Schragenheim übergeben und am 8. März 2022 noch einmal in einer Lesung zu ihrem 100. Geburtstag in der Celler Synagoge geöffnet.